# Скоростная железная дорога Вэньчжоу — Фучжоу

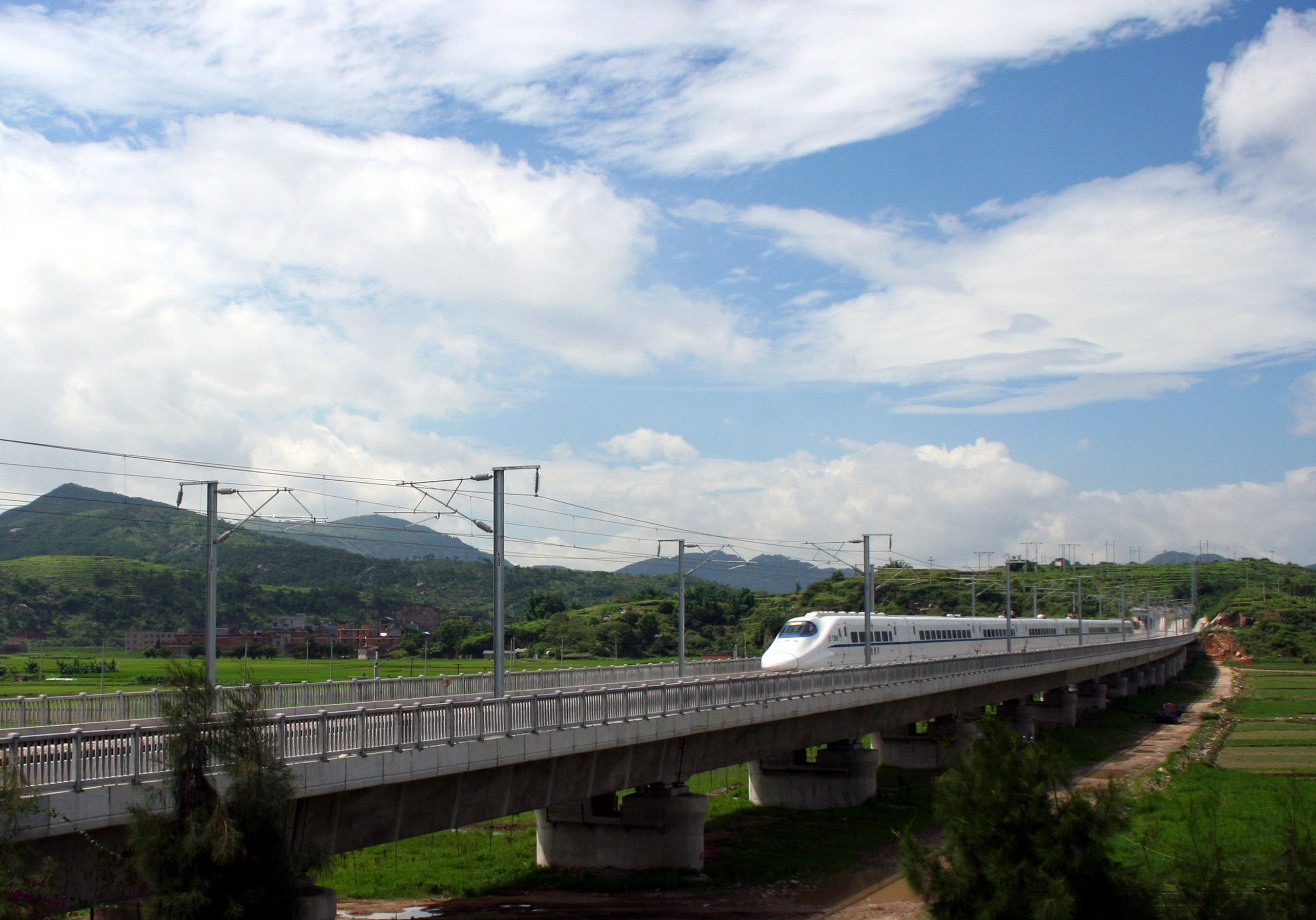
Железная дорога через уезд Ляньцзян

Скоростная железная дорога Вэньчжоу — Фучжоу (кит. трад. 温福铁路, упр. 温廈鐵路路, пиньинь wēnfú Tiělù) — двухколейная электрифицированная высокоскоростная железнодорожная магистраль, проходящая в китайских провинциях Чжэцзян и Фуцзянь. Линия называется также Вэньфуская железная дорога, название составлено по первым иероглифам городов Вэньчжоу и Фучжоу. Длина дороги составляет 298.4 км. Эта дорога является одной из секций Прибрежной высокоскоростной пассажирской линия Шанхай — Ханчжоу — Фучжоу — Шэньчжэнь. Строительство дороги началось в августе 2005 года, а коммерческая эксплуатация началась 29 сентября 2009 года. Трасса рассчитана на движение со скоростью 250 км/час, вся поездка занимает полтора часа Инвестиции на строительство дороги составили 12.66 миллиардов юаней.

## Остановки
Дорога Вэньчжоу — Фучжоу проходит 69 км по густо заселённому и индустриально развитому чжэцзянскому морскому побережью с изрезанными берегами, сначала по провинции Чжэцзян, а затем по провинции Фуцзянь. 78 % длины линии составляют мосты и туннели. Наиболее крупные города — Жуйань, Цаннань, Фудин, Ниндэ, Лоюань и Ляньцзян.
1. Вэньчжоу—Южный (кит. 温州南站)
2. Жуйань (кит. 瑞安站)
3. Пинъян (кит. 鳌江站)
4. Цаннань (кит. 苍南站)
5. Фудин (кит. 福鼎站)
6. Таймушань (кит. 太姥山站)
7. Сяпу (кит. 霞浦站)
8. Фуань (кит. 福安站)
9. Ниндэ (кит. 宁德站)
10. Лоюань (кит. 罗源站)
11. Ляньцзян (кит. 连江站)
12. Мавэй (кит. 马尾站)
13. Фучжоу—Южный (кит. 福州南站)

В Вэньчжоу дорога является продолжением предыдущей секции магистрали (Скоростная железная дорога Нинбо — Тайчжоу — Вэньчжоу), которая пущена в эксплуатацию.
В Фучжоу магистраль продолжается на юг следующей секцией (Магистраль Фучжоу — Сямынь), которая также пущена в эксплуатацию.

## История

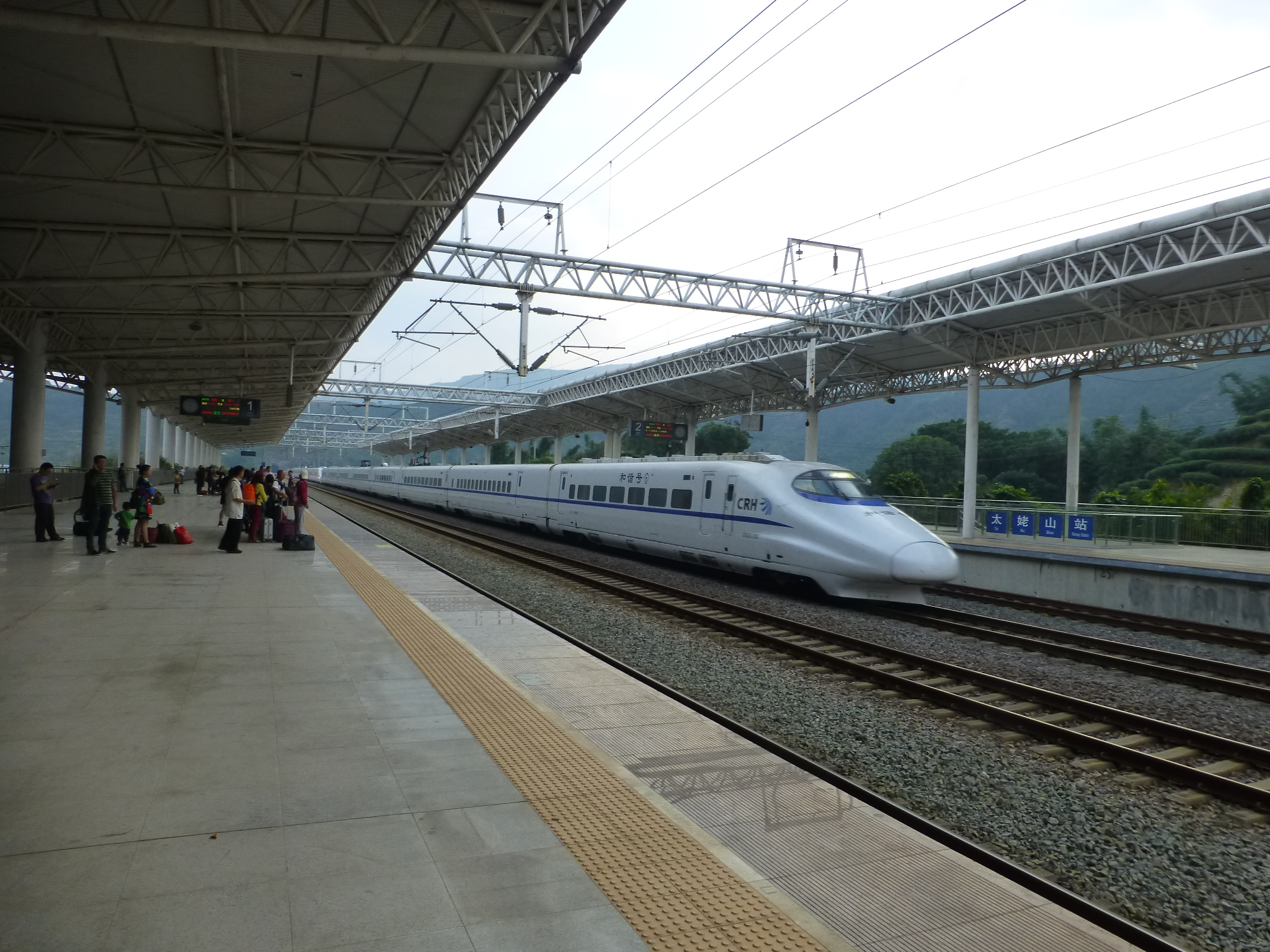
Поезд проходит без остановки по средним путям станции Таймушань

Скоростная железная дорога Вэньчжоу — Фучжоу — первая железная дорога, связывающая провинции Чжэцзян и Фуцзянь. Большинство высокоскоростных железных дорог в Китае следуют прежним трассам, но на прибрежном участке железных дорог никогда не было. В первой половине XX века гражданские войны и нестабильность политической ситуации в Китае не способствовали строительству железных дорог. Во время холодной войны КНР опасалась вторжения со стороны Тайваня, и железные дороги строились в глубине страны. Только в конце 1990-х годов политическая ситуация позволила планировать такую дорогу.
Проект был одобрен в 2002 году Комитетом по реформам и национальному развитию (NDRC, кит. 国家发展和改革委员会) как однопутная железная дорога, рассчитанная на скорость 140 км/ч. В 2004 году проект был усовершенствован на двухпутную дорогу со скоростью движения 200 км/ч и утверждён Комиссией. Полномасштабное строительство началось в августе 2005 года. В апреле 2009 пути были проложены, 1 июля были уже пущены грузовые поезда, а 28 сентября 2009 года — пассажирские.